# Poduri-Bricești, Alba
Poduri-Bricești este un sat în comuna Vadu Moților din județul Alba, Transilvania, România. La recensământul din 2002 avea o populație de 160 locuitori.